# Thomas Gast
Thomas Ludwig Gast (* 30. Mai 1961 in Bayreuth, Deutschland) ist ein deutscher Autor, Webvideoproduzent und ehemaliger Soldat. Bekannt wurde er vor allem durch seine Bücher zur französischen Fremdenlegion sowie seinen YouTube-Kanal „Thomas Gast“, auf dem er seit 2017 regelmäßig Videos zu den Themen Fremdenlegion, Bundeswehr, Natursport und Survival veröffentlicht.

## Leben

### Erste Jahre und Zeit bei der Bundeswehr
Thomas Gast wurde im oberfränkischen Bindlach als Sohn einer Deutschen und eines afroamerikanischen GI geboren. Nach dem Besuch der Realschule absolvierte er eine Ausbildung zum Fleischer.
Ab 1979 diente Gast zunächst als Grundwehrdienstleistender und später als Soldat auf Zeit bei der Fallschirmjägertruppe der Bundeswehr in Nagold. Seine Grundausbildung absolvierte er beim Fallschirmjägerbataillon 251 in Calw. Infolge einer schweren Verletzung, die er sich bei einem Fallschirmsprung zuzog, wurde Gast als dauerhaft „sprunguntauglich“ eingestuft. Nach seiner Genesung sollte er zur Fernmeldetruppe wechseln, was er aber ablehnte. Daraufhin verließ er 1984 die Bundeswehr mit dem Dienstgrad eines Stabsunteroffiziers. Während seiner Dienstzeit absolvierte er den Einzelkämpferlehrgang.

### Zeit in der französischen Fremdenlegion
Etwa sechs Monate nach seinem Ausscheiden aus dem aktiven Dienst der Bundeswehr meldete sich Gast freiwillig als Rekrut bei der Fremdenlegion in Straßburg. Ab 1985 absolvierte er zunächst seine Grundausbildung beim 4e régiment étranger im südfranzösischen Castelnaudary, bevor ihn seine weiteren Verwendungen unter anderem zum 3e régiment étranger d'infanterie (Dschungelregiment der Fremdenlegion in Französisch-Guayana) und dem 2e régiment étranger de parachutistes (Fallschirmjägerregiment der Fremdenlegion auf Korsika) führten. 
Während seiner Dienstzeit nahm Gast an verschiedenen internationalen Konflikten und Operationen teil, vornehmlich in Zentralafrika. Unter anderem kämpfte er zwischen 1992 und 1993 im Rahmen der UNPROFOR im Bosnienkrieg. Im Juni 1997 geriet er im kongolesischen Brazzaville mit seiner Einheit in einen Hinterhalt, bei dem ein Kamerad getötet und viele weitere verwundet wurden. Daraufhin beschloss Gast, der nur wenige Wochen zuvor erfahren hatte, dass er Vater werden würde, die Fremdenlegion zu verlassen. Er wurde 2002 nach 17,5 Dienstjahren im Rang eines Adjudant ehrenhaft entlassen.

### Privatleben und Zeit nach der Fremdenlegion
Nach seiner Entlassung aus der Fremdenlegion war Thomas Gast von 2002 bis 2017 hauptsächlich als Personen- und Objektschützer für private Sicherheits- und Militärunternehmen tätig, beispielsweise ab 2004 als Sicherheitschef der EU-Botschaft in Riad, Saudi-Arabien. Während dieser Zeit veröffentlichte er auch seine ersten Bücher, teilweise unter dem Pseudonym Christopher L. Ries.
Ende Mai 2022 wurde sein YouTube-Kanal gehackt, nachdem er sich laut eigener Aussage einen Trojaner eingefangen hatte. Eine Wiederherstellung des Kanals war zunächst nicht möglich. Zu diesem Zeitpunkt hatte sein Kanal 127.000 Abonnenten. Am 6. Juni 2022 kehrte Gast mit einem neuen Kanal auf YouTube zurück. Seit 27. Oktober 2022 ist Gast wieder auf seinem ursprünglichen Kanal aktiv.
Heute ist Gast vor allem als Autor, Berater und Redner tätig. Er lebt seit 2021 mit seiner Familie in Schweden.

## Bücher
- Leben unter fremder Flagge. Epee Edition; New Edition (19. Dezember 2016), 415 Seiten, ISBN 978-3-943288-94-0.
- Fallschirmjäger der Fremdenlegion: Einsätze und Operationen in Afrika 1965–2015. Epee Edition; New Edition (25. Juli 2016), 348 Seiten, ISBN 978-3-943288-23-0.
- Indochina. Der lange Weg nach Dien Bien Phu. epubli; 6. Edition (21. Dezember 2017), 540 Seiten, ISBN 978-3-7450-7271-6.
- Guyana: Faszination Fremdenlegion. Epee Edition (15. Oktober 2013), 324 Seiten, ISBN 978-3-943288-19-3.
- Die Legion: Mit dem 2e Rep in den Krisenherden dieser Erde; Motorbuchverlag, 280 Seiten; ISBN 978-3-613-03154-8.
- Survival Total (Bd. 1): Vom Dschungel, der Wüste, dem Meer und der Großstadt. Epee Edition, ISBN 978-3-943288-27-8.
- Survival Total (Bd. 2): Urban Survival – Terror und Krisen vor deiner Tür. Epee Edition, ISBN 978-3-943288-28-5.

Unter Pseudonym Christopher L. Ries:
- Haus Nummer Vierzig oder Wo bitte geht’s hier nach Berlin? epubli (14. September 2017), 492 Seiten, ISBN 978-3-7450-2048-9.
- Blechbrezel neobooks (4. Dezember 2017), 306 Seiten, ISBN 978-3-7427-6282-5.
- Afrikablut BoD (11. Juni 2018), 556 Seiten, ISBN 978-3-7528-0278-8.